# Laguna de la Danta
A  Laguna de la Danta  também denominada como Laguna Yatzimín é um lago localizado na Guatemala. Localiza-se no departamento de Huehuetenango, Município de Santa Cruz Barillas.